# نهى بطشون
نهى بطشون فنانة وصحافيّة وكاتبة فلسطينية، وُلدت في عام 1936 في بيت عربي في حي العجمي في مدينة يافا في ثلاثينيّات القرن العشرين، وعاشت نكبة عام 1948 وهُجّرت مع عائلتها قسرًا إلى عمّان. اشتغلت نهى في مجال التعليم في الأردنّ والبحرين، وعملت ايضا بالإذاعة البريطانيّة في أواخر الخمسينيّات، وبهيئة الإذاعة والتلفزيون الأردنيّة.
كما اهتمت بجمع التّحف والأعمال الفنيّة، وافتتحت غاليري أطلقت عليه (ذا غاليري) لعرض هذه الأعمال حفظا للذاكرة الفلسطينية. صدر لها سيرة ذاتيّة بعنوان (راهبة بلا دير) في العام 2010.

## حياتها
تحكي نهى قصة تهجيرها قسراً مع عائلتها من مدينة يافا عام 1948 إلى عمّان، من خلال سيرتها الذاتية المعنونة ب " راهبة بلا دير" إثر تصاعد أحداث الحرب الصهيونية على الوجود الفلسطيني إبان نكبة 1948، حيث تقول نهى: 
" تنتقل عائلة بطشون من بيتها في حي العجمي إلى حي النزهة الأكثر أماناً. هناك، يتوافد اللاجئون من القرى المجاورة، بحثاً عن ملجأ من المجازر التي ترتكبها الهاغاناة. تسمع العائلة الأخبار المرعبة التي نقلتها الفلاحات الشاهدات على مجزرة دير ياسين...".
عاشت نهى حياة التهجير وحياة اللجوء، وأثناء رحلة لجوئها، فقدت ذاكرتها بصورة جزئية من هول صدمة الترحيل أو ربما هو رفض الترحيل والتهجير، وقد فسر النقاد والمتتبعون أن استعادة الذاكرة هي فعل مقاومة أيضا. تقول الإعلامية نهى بطشون في احدى الحوارات:
"كنت مسافرة من روما إلى سورنتو، الجو شرقي وفيه رائحة البحر الأبيض المتوسط، ميناء يافا، والبرتقال. فتحت الشباك وشمّيت رائحة عبق زهر البرتقال والليمون. وما بعرف شو صرلي. بديت أبكي وأنشج، كأنه كل الرعب اللي مريت فيه بهداك الوقت ما كنت حاسة فيه سابقاً. لما شميت هاي الرائحة رجعتلي الذاكرة". 

## نشاطها الفني

### توثيق التراث الفلسطيني:
الى جانب عملها الصحافي، اهتمت نهى بطشون بتوثيق التراث الفني الفلسطيني حفظا للذاكرة الفلسطينية،  حيث عملت على جمع العديد من التحف واللوحات الفنية والاقمشة والقطع الزجاجية والفخارية منذ ستينات القرن الماضي. وفي هذا الصدد يقول المؤرخ الدكتور محمد عدنان البخيت: "...تجد في مجموعة بطشون القطع الزجاجية التي تحمل رسوماً تجريدية لنساء، وقطعاً فخارية تقليدية منقوشة بالعربية، لوحات تشكيلية تعود لفترة الستينيات. كذلك، تضم المجموعة ما يزيد على مئة وخمسين ثوباً فلسطينياً، في محاولة حقيقية من بطشون لخلق مساحة جمالية فلسطينية في ذاكرة العالم...".

#### حفظ الذاكرة:
يقول مدير المتحف الفلسطيني الفنان عامر شوملي في حوار صحافي إن الأعمال الخاصة ببطشون تعكس: 
" الحرص الفلسطيني على نقل الذاكرة وتوريث التاريخ من جيل إلى جيل. ذلك الجيل الذي قال عنه الإسرائيليون إنه سينسى، بعد أن يموت كباره".
وفي نفس السياق يقول: 
"حاولت إسرائيل بشكل دائم ومستمر أن تُحول الفلسطينيين إلى شعب بلا ذاكرة. بدءًا من سرقة المكتبات الخاصة والأراشيف الحكومية عام 1948 وتكرار الفعل عام 1967، وفي بيروت عام 1982، ثم في رام الله خلال الاجتياح. إلا أن الفلسطينيين لم يتوقفوا عن أرشفة ذاكرتهم وتاريخهم وتحويل ذاكرتهم الشفهية إلى كتابية".
وقد تبرّعت نهى بطشون بجزء من أعمالها الفنية لصالح "مجموعة المتحف الفلسطيني الدائمة".